# Polypedilum tigrinum
Polypedilum tigrinum är en tvåvingeart som först beskrevs av Hashimoto 1983.  Polypedilum tigrinum ingår i släktet Polypedilum och familjen fjädermyggor. Inga underarter finns listade i Catalogue of Life.